# Medalia „Răsplata Muncii pentru Învățământ”
Medalia „Răsplata Muncii pentru Învățământ” este o medalie românească instituită prin decret regal la 3 octombrie 1898 la inițiativa ministrului Spiru Haret. În decretul inițial se prevedea instituirea unei medalii cu deviza Ca răsplată muncii pentru învățămîntul primar ce urma a fi acordată drept încurajare și răsplătire pentru servicii aduse învățământului primar și educațiunii populare.
Domeniul de acordare al medaliei se lărgește ulterior și la învățământul secundar (27 iunie 1900) precum și cel profesional (8 mai 1906) pentru ca la 5 martie 1907, prin Decretul Regal No. 1061, cele trei medalii să fuzioneze în una singură, cu deviza Ca răsplată muncii pentru învățămînt.

## Descriere

### Modelele 1898, 1900, 1906
La crearea medaliei, care putea fi acordată doar celor cu naționalitatea română, au fost instituite două clase. Medalia este de formă circulară cu diametrul de 30 mm și grosimea de 2,5 mm fiind confecționată din metal galben pentru clasa I-a și din metal alb pentru clasa a II-a.
Pe avers medalia are gravat portretul regelui Carol I înconjurat de cuvintele Carol I Rege al României iar pe revers deviza Ca răsplată muncii pentru învățămîntul primar înconjurată o ghirlandă circulară de stejar cu câte o fundă în partea superioară și inferioară. Ulterior, în funcție de domeniul de acordare, deviza a putut fi Ca răsplată muncii pentru învățămîntul secundar sau Ca răsplată muncii pentru învățămîntul profesional.
Panglica, lată de 30 mm, este din mătase ripsată având la mijloc o bandă de culoare albă de 10 mm și pe fiecare margine câte o bandă roșie de câte 10 mm fiecare și este atașată la medalie prin intermediul unui inel.

### Modelul 1907
Instituit prin Decretul Regal No. 1061 din 5 martie 1907, modelul „unificat” avea trei clase (aur, argint și bronz) și putea fi acordat drept încurajare și răsplătire atât membrilor corpului didactic de toate gradele pentru serviciile aduse învățământului, cât și persoanelor care, fie prin scrieri, fie prin donațiuni importante sau prin diferite alte moduri, vor fi contribuit la desvoltarea învățământului și progresul cultural național în genere.
Medalia este similară, având doar două diferențe:
- în partea superioară este o coroana mică de lauri cu un diametru de 25 mm ce permite atașarea panglicii;
- deviza se reduce la fraza Ca răsplată muncii pentru învățămînt.

## Evoluția distincțiilor acordate în domeniul învățământului
Medalia „Răsplata Muncii pentru Învățământ” a fost acordată până în 1931 când a fost înlocuită cu Ordinul și Medalia „Meritul Cultural” categoria „F”.
În 2000, prin Legea nr. 29/2000 privind sistemul național de decorații al României, sunt instituite Ordinul și Medalia „Meritul pentru Învățământ”. Ordinul „Meritul pentru Învățământ” preia panglica medaliei „Răsplata Muncii pentru Învățământ”.

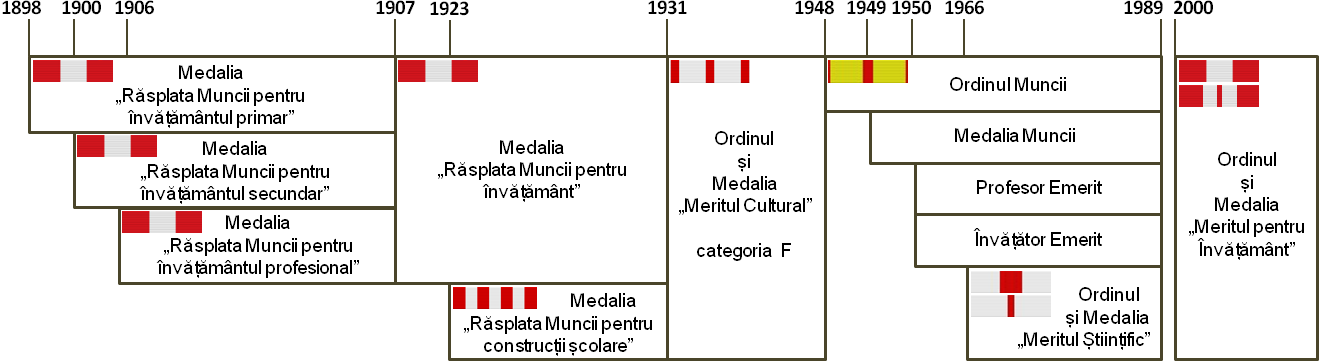
Evoluția distincțiilor acordate pentru activitate remarcabilă în domeniul învățământului.

## Vezi și
- Decorațiile României
- Ordinul Meritul Cultural
- Profesor emerit
- Învățător emerit
- Ordinul Meritul Științific
- Ordinul „Meritul pentru Învățământ”
- Medalia „Meritul pentru Învățământ”